# Suarmin
Le suarmin (ou asaba, duranmin) est une langue papoue parlée en Papouasie-Nouvelle-Guinée dans le district de Telefomin de la province de Sandaun.

## Sociolinguistique
Bien que parlé par une population de seulement 180 personnes, le papi est transmis aux jeunes générations et, de fait, n'est pas une langue menacée.

## Classification
Laycock et Z'Graggen (1975) rapproche le suarmin du papi et les incluent dans une famille de langues leonhard schultze, avec les langues walio. Hammarström met en avant le faible nombre de cognats entre les différents groupes et considère le suarmin comme étant une langue isolée.

## Sources
- (en) Malcolm Ross, 2005, Pronouns as a preliminary diagnostic for grouping Papuan languages, dans Andrew Pawley, Robert Attenborough, Robin Hide, Jack Golson (éditeurs) Papuan pasts: cultural, linguistic and biological histories of Papuan-speaking peoples, Canberra, Pacific Linguistics. pp. 15–66.
- (en) Harald Hammarström, 2010, The status of the least documented language families in the world, Language Documentation & Conservation 4, pp. 177-212, University of Hawai’i Press.